# ルイス・テレーロ
ルイス・エンリケ・テレーロ・ガルシア（Luis Enrique Terrero Garcia , 1980年5月18日 - ）は、ドミニカ共和国出身の元プロ野球選手（外野手）。

## 経歴

### ダイヤモンドバックス時代
1997年、アマチュアFAでアリゾナ・ダイヤモンドバックスと契約したが、肋骨や足首、股関節、大腿二頭筋を次々と痛めるなど怪我に悩まされた。
2003年7月10日のサンディエゴ・パドレス戦でメジャーデビューを果たした。
2004年はシーズン半ばからメジャーに定着し62試合に出場。傘下のAAA級ツーソン・パドレスでは58試合の出場で打率.313、9本塁打、OPS.909、15盗塁の成績を残すが、2度の出場停止処分を受けた。
2005年は88試合に出場。8月10日のフロリダ・マーリンズ戦ではマイク・ローウェルの隠し球の犠牲になった。

### オリオールズ時代
2006年の開幕前にボルチモア・オリオールズへ移籍した。傘下のAAA級オタワ・リンクスでは84試合の出場で打率.318、16本塁打、OPS.927、18盗塁を記録したが、メジャーでは26試合の出場に留まった。

### ホワイトソックス時代

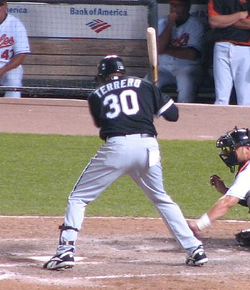
シカゴ・ホワイトソックス時代
(2007年7月14日)

2007年は、シカゴ・ホワイトソックスとマイナー契約を結ぶ。初出場となった5月1日のシアトル・マリナーズ戦では本塁打を放った。10月3日にはホワイトソックスからのマイナー契約を断ってFAとなった。

### オリオールズ復帰
2008年は、ボルチモア・オリオールズとマイナー契約を結ぶ。傘下のAAA級ノーフォーク・タイズでは129試合の出場で打率.274、13本塁打、OPS.786、13盗塁の成績に終わり、メジャーでの出場はなかった。

### 独立リーグ、メキシコ時代
2009年は、独立リーグであるノーザンリーグのカンザスシティ・ティーボーンズと契約し、シーズン途中からメキシカンリーグのラグナ・カウボーイズと契約を結んだ。

### レッズ傘下時代
2010年は、シンシナティ・レッズとマイナー契約を結ぶ。傘下のAA級カロライナ・マドキャッツとAAA級ルイビル・バッツでプレーし、計76試合の出場で打率.283、12本塁打、OPS.856、8盗塁の成績を残した

### メキシカンリーグ復帰
2011年は、メキシカンリーグのメキシコシティ・レッドデビルズに所属。97試合の出場で打率.390、38本塁打、110打点、OPS1.254、30盗塁を残し、最多打点とMVP（最優秀選手）を獲得した。30本塁打＆30盗塁はメキシカン・リーグ20年ぶり史上2人目の記録だった。

### ロッキーズ傘下時代
2011年シーズンオフにコロラド・ロッキーズとマイナー契約を結びドミニカ共和国のウィンターリーグに参加した。

### 楽天時代
2011年11月にロッキーズオーナーのチャーリー・モンフォートが東北楽天ゴールデンイーグルス監督の星野仙一から相談を受けたことから、楽天の入団テストを受け、12月11日に楽天と契約したことが発表された。
2012年、開幕戦では7番・左翼手として出場し、4月3日のソフトバンク戦で初の4番に座った。しかし、春先から打率は低迷し、最終的にはわずか34試合の出場で打率.153と期待を大きく裏切り、本塁打も5月19日に阪神戦で能見篤史から放った1本だけに終わった。シーズン終了後の11月21日、自由契約選手として公示された。

### メキシカンリーグ再復帰
2013年はメキシカンリーグのメキシコシティ・レッドデビルズでプレー。この年はリーグトップの長打率.744とOPS1.209を記録する活躍を見せる。
2014年もレッドデビルズと契約し、シーズン途中からカンペチェ・パイレーツに移籍。
2015年はサルティーヨ・サラペメーカーズと契約。
2016年4月23日にレイノサ・ブロンコスと契約するが、4試合の出場で退団。6月25日に独立リーグ・アメリカン・アソシエーションのジョプリン・ブレイスターズと契約するが、7試合の出場で退団する。

## 選手としての特徴
打撃ではメジャー通算の得点圏打率.289と勝負強さを備えるが長打力に欠ける他、変化球への対応に難があり、メジャー通算の三振率25パーセントを記録している。
守備では強肩を誇り外野手3ポジションを守るが、UZR、DRS共に平均を下回る。マイナーでシーズン20盗塁以上を5度記録した俊足も備えるが必要以上に塁を狙うことが多く、盗塁成功率はマイナー通算65パーセントと確実性に欠ける。

## 詳細情報

### 年度別打撃成績
| 年 度    | 球 団    | 試 合 | 打 席 | 打 数 | 得 点 | 安 打 | 二 塁 打 | 三 塁 打 | 本 塁 打 | 塁 打 | 打 点 | 盗 塁 | 盗 塁 死 | 犠 打 | 犠 飛 | 四 球 | 敬 遠 | 死 球 | 三 振 | 併 殺 打 | 打 率 | 出 塁 率 | 長 打 率 | O P S |
| -------- | -------- | ----- | ----- | ----- | ----- | ----- | -------- | -------- | -------- | ----- | ----- | ----- | -------- | ----- | ----- | ----- | ----- | ----- | ----- | -------- | ----- | -------- | -------- | ----- |
| 2003     | ARI      | 5     | 5     | 4     | 0     | 1     | 0        | 0        | 0        | 1     | 0     | 0     | 0        | 0     | 0     | 0     | 0     | 1     | 1     | 0        | .250  | .400     | .250     | .650  |
| 2004     | ARI      | 62    | 255   | 229   | 21    | 56    | 14       | 0        | 4        | 82    | 14    | 10    | 2        | 1     | 0     | 20    | 2     | 5     | 78    | 5        | .245  | .319     | .358     | .677  |
| 2005     | ARI      | 88    | 184   | 161   | 23    | 37    | 6        | 1        | 4        | 57    | 20    | 3     | 2        | 2     | 1     | 14    | 0     | 6     | 40    | 5        | .230  | .313     | .354     | .667  |
| 2006     | BAL      | 27    | 42    | 40    | 4     | 8     | 1        | 0        | 1        | 12    | 6     | 0     | 3        | 0     | 0     | 1     | 0     | 1     | 7     | 0        | .200  | .238     | .300     | .538  |
| 2007     | CWS      | 61    | 139   | 117   | 18    | 27    | 2        | 0        | 5        | 44    | 12    | 4     | 3        | 1     | 0     | 12    | 0     | 9     | 35    | 1        | .231  | .348     | .376     | .724  |
| 2012     | 楽天     | 34    | 121   | 111   | 8     | 17    | 2        | 0        | 1        | 22    | 7     | 2     | 0        | 0     | 1     | 7     | 0     | 2     | 30    | 0        | .153  | .215     | .198     | .413  |
| MLB：5年 | MLB：5年 | 243   | 625   | 551   | 66    | 129   | 23       | 1        | 14       | 196   | 52    | 17    | 10       | 4     | 1     | 47    | 2     | 22    | 161   | 11       | .234  | .319     | .356     | .675  |
| NPB：1年 | NPB：1年 | 34    | 121   | 111   | 8     | 17    | 2        | 0        | 1        | 22    | 7     | 2     | 0        | 0     | 1     | 7     | 0     | 2     | 30    | 0        | .153  | .215     | .198     | .413  |

- 2018年度シーズン終了時

### 記録
NPB
- 初出場・初先発出場：2012年3月30日、対千葉ロッテマリーンズ1回戦（日本製紙クリネックススタジアム宮城）、7番・左翼手で先発出場
- 初安打：同上、8回裏にカルロス・ロサから右前安打
- 初打点：2012年4月4日、対福岡ソフトバンクホークス2回戦（日本製紙クリネックススタジアム宮城）、3回裏にブラッド・ペニーから三塁適時内野安打
- 初盗塁：2012年4月13日、対北海道日本ハムファイターズ1回戦（札幌ドーム）、5回表に二盗（投手：斎藤佑樹、捕手：鶴岡慎也）
- 初本塁打：2012年5月19日、対阪神タイガース1回戦（阪神甲子園球場）、7回表に能見篤史から左越2ラン

### 背番号
- 27 （2003年 - 2005年）
- 28 （2006年）
- 30 （2007年）
- 44 （2012年）